# Anton Bühler
Pour les articles homonymes, voir Bühler.
Anton Bühler, né le 15 juin 1922 à Winterthour et mort le 29 mars 2013 à Saint-Gall, est un cavalier suisse de concours complet.

## Biographie
Fils du cavalier Hans Bühler, Anton Bühler participe à trois éditions des Jeux olympiques.
En 1948 à Londres, il se classe 19e en concours complet individuel et 4e par équipe avec son cheval Amour Amour. Aux Jeux olympiques d'été de 1960 à Rome, il est médaillé de bronze olympique en concours complet individuel et médaillé d'argent par équipe avec le cheval Gay Spark. Enfin en 1972 à Munich, c'est sur le cheval Wukari qu'il termine 15e en concours complet individuel et 6e en concours complet par équipe.
Il obtient aussi l'argent par équipes aux Championnats d'Europe en 1955.
Il prend sa retraite sportive en 1972, et devient par la suite juge pour la Fédération équestre internationale ; il est notamment présent lors des Jeux olympiques de 1988 à Séoul.